# 旧暦2033年問題
旧暦2033年問題（きゅうれき2033ねんもんだい、中国語: 2033年问题; 拼音: 2033nián wèntí）とは、西暦2033年秋から2034年春にかけて、日本の旧暦の月名が（天保暦本来の方法で）うまく決められなくなる問題のこと。陰暦2033年問題、2033年旧暦閏月問題ともいう。1844年（天保15年）に天保暦が制定されて以来、このような不都合が生じるのは、2033年秋 - 2034年春が最初である。

## 概要
| 季節 | 二十四節気 | 二十四節気 | 節月→暦月 |
| 季節 | 節気       | 中気       | 節月→暦月 |
| ---- | ---------- | ---------- | --------- |
| 春   | 立春       | 雨水       | 1月       |
| 春   | 啓蟄       | 春分       | 2月→2月   |
| 春   | 清明       | 穀雨       | 3月       |
| 夏   | 立夏       | 小満       | 4月       |
| 夏   | 芒種       | 夏至       | 5月→5月   |
| 夏   | 小暑       | 大暑       | 6月       |
| 秋   | 立秋       | 処暑       | 7月       |
| 秋   | 白露       | 秋分       | 8月→8月   |
| 秋   | 寒露       | 霜降       | 9月       |
| 冬   | 立冬       | 小雪       | 10月      |
| 冬   | 大雪       | 冬至       | 11月→11月 |
| 冬   | 小寒       | 大寒       | 12月      |

日本の公的なカレンダーや暦書などでは、1873年（明治6年）1月1日にグレゴリオ暦への改暦が行われて運用されているが、この日以降も、従前の太陰太陽暦（天保暦、いわゆる旧暦）による日付を必要とするさまざまな用途や慣習のために、補助的に収載して使われている。この天保暦による月名の決め方、特に閏月の置き方（置閏法）が、将来に不都合が生じることが明治の改暦以降に明らかになった。
太陰太陽暦を用いてきた日本では、江戸時代末まで暦月の基準となる二十四節気を定めるにあたり平気法が用いられてきたが、1844年（天保15年）に天保暦に改暦した際に定気法が導入された。その結果、太陰暦のひと月の間に中気が2つ入ってしまう事態が起こりうるようになり、それに伴って月名や置閏に関して特別な調整を行う必要が生じた。
具体的には、1912年（明治45年）に天文学者の平山清次が次のように明文化している (以下、平山規則)。
1. 冬至を含む暦月を11月、春分を含む暦月を2月、夏至を含む暦月を5月、秋分を含む暦月を8月とする[3]。
2. 閏月は中気を含まない暦月に置くが、中気を含まない暦月がすべて閏月とはならない。

天保暦では、太陽の黄道上の位置を参照する定気法によって二十四節気の配置を決め、そのうちの中気を用いて月名を決めるため、通常はこの方法で問題は生じない。上述 1. のルールに関しては、「秋分を含む暦月」（秋分の月）と「冬至を含む暦月」（冬至の月）の間など、二至二分の月の間に含まれる陰暦月が、通常2か月または3か月あり、3か月となった場合にはそのうち1つを閏月とすることで、月名の決定に問題は起きない。しかし、もしこれが1か月となってしまった場合には、上述の月名の決定方法の 1. を満たすことができなくなり、月名の決定に不都合が起こる。また、2. のルールに関しても、二至二分の月の間に含まれる陰暦月が3か月で、そのうちの1暦月に2つの中気が入った場合には、適用すべき規定がないため、やはり月名の決定に不都合がある。実際にケプラーの第2法則により、地球が近日点を通過する秋から春にかけて、中気から次の中気までの長さが暦月（朔日から次の朔日の前日まで）より短くなることがしばしば起こる。このとき天保暦のように太陰太陽暦において定気法を採用する場合には不都合が起こる。
なお、この不都合（1暦月に2つの中気が入る）は暦上起こりうるものではあるが、2033年秋 - 2034年春の期間でいえば、1朔望月（朔の瞬間から次の朔の瞬間まで）の間に2つの中気が入る箇所は無く、2034年2月の雨水の後に到来する朔から次の朔の間に中気（春分）が入らないということが1回あるだけである。1朔望月の間に2つの中気が入っていないにもかかわらず、1暦月の中に2つの中気が入ってしまうことは、中気の時刻が僅かに朔の時刻に先行しているときに、その中気が朔と同一日、または日をまたいで中気が朔の前日の場合に起こる。すなわち、実際には朔の前に中気が到来していても、言い換えればその中気が1つ前の朔望月に属していても、中気と朔が同一日である場合、暦上はその中気は「朔日」すなわち次の暦月の最初の日（ついたち）に属するように扱われてるためである。これが、朔望月・時刻ベースでは中気が1つずつ含まれているにもかかわらず、暦月・暦日ベースでは中気がなくなったり2つ入ったりする暦月を繰り返す要因となる。
1844年（天保15年）に天保暦が制定されて以来、厳密には1912年に平山規則が明文化されて以降、このような不都合が生じるのは、2033年秋 - 2034年春が最初である。さらに、これ以降も平山規則に則ると、2147年秋 - 2148年春（この時は定義 2. のみが問題となる）、2223年秋 - 2224年春（この時は定義 1. のみが問題となる）などにも、不都合が生じる。

## 詳解
グレゴリオ暦2033年秋から2034年春にかけての朔と中気の日付（日本時間による）は以下のようになる。便宜上、前後の暦月も記している。
| 便宜上の月名 | 朔日 （時分は朔の時刻） | 中気を含む日 （時分は中気の時刻） | 中気 | 月名    |
| ------------ | ----------------------- | --------------------------------- | ---- | ------- |
| A月          | 2033年7月26日 17:12     | 2033年8月23日 4:03                | 処暑 | 7月     |
| B月          | 2033年8月25日 6:40      | なし                              | なし | 閏7月?  |
| C月          | 2033年9月23日 22:39     | 2033年9月23日 1:52                | 秋分 | 8月?    |
| D月          | 2033年10月23日 16:28    | 2033年10月23日 10:27              | 霜降 | ?       |
| E月          | 2033年11月22日 10:39    | 2033年11月22日 9:14               | 小雪 | 11月?   |
| E月          | 2033年11月22日 10:39    | 2033年12月21日 22:45              | 冬至 | 11月?   |
| F月          | 2033年12月22日 3:46     | なし                              | なし | 閏11月? |
| G月          | 2034年1月20日 19:01     | 2034年1月20日 9:28                | 大寒 | ?       |
| G月          | 2034年1月20日 19:01     | 2034年2月18日 23:31               | 雨水 | ?       |
| H月          | 2034年2月19日 8:10      | なし                              | なし | 閏1月?  |
| I月          | 2034年3月20日 19:15     | 2034年3月20日 22:17               | 春分 | 2月     |
| J月          | 2034年4月19日 4:26      | 2034年4月20日 9:03                | 穀雨 | 3月     |

月名が決まらないのはB月〜H月の7か月で、これらに2033年8月～2034年1月（正月）の6暦月と、1つの閏月を割り当てるのだが、天保暦、とりわけ平山規則に基づく月名の決め方や置閏法に則ると、閏月が決まらないばかりか、さらに深刻な問題が起こる。
平山規則の通り、秋分を含むC月を8月、その次の冬至を含むE月を11月とすると、9月と10月のいずれかがなくなってしまう。また、中気を含まない暦月はB月・F月・H月の3つあるが、これらのうち閏月となるのは1暦月だけである（そうしないと、更に2つの月名がなくなってしまう）。また、1暦月内に2つの中気を含むE月を「冬至を含む暦月」として単純に11月としてよいのかという問題もある。尚、これについては1851年に日本において、小雪と冬至の2つの中気を含んだ暦月を11月とした先例がある。また1870年には冬至と大寒の2つの中気を含んだ暦月がやはり11月とされており、グレゴリオ暦改暦以降では1984年も同様である（下記も参照）。

## 解決法
これらを解決する方法はいくつか考えられる。

### 案その1
そのひとつの方法として、天保暦の月名の決定方法の1.および2.の内容に優先順位を付けることが考えられる。天保暦と同様の定気法を採用し、天保暦改暦時に重要参考資料（手本）になった中国（清）の時憲暦においては閏月の配置も含めて当初は次のような月名決定法を採った。
- 1'. 冬至を含む暦月を11月とする。
- 2'. 次の冬至まで13暦月ある場合、中気を含まない最初の暦月を閏月とする。

（『清史稿』「時憲志」康煕甲子元法より）
1. が破綻する場合は、1'. を参考にして二至二分のうち冬至を含む暦月を他の3つを含む暦月よりも優先させ、他の3つを含む暦月の月名を調整する。これは古来、平気法の時代から一貫して中国・日本いずれでも太陰太陽暦においては冬至は作暦の基点とされ（天正冬至）、いかなる場合でも冬至を含む暦月は必ず11月（建子月）とされてきたことにもよる。具体的に述べると、冬至を含むE月を11月に固定し、それに伴ってその前のB月・C月・D月は月名に不連続が起きないように、それぞれ8月・9月・10月とする。秋分を含むC月は、1. によれば本来8月になる必要があるが、冬至を含むE月を11月にすることを優先するため、この場合例外的に9月となる（また、E月が11月に固定されれば、前回の冬至を含む暦月からE月（=冬至を含む）の前まで12暦月であるため、中気を含まない暦月（B月）があってもこの間には閏月は存在しないことになる）。これによって、B月からE月までの問題は解決する。
次に 2. の定義では、閏月の候補が複数あるF月からH月までの問題であるが、この 2'. を参考にすれば、まず、冬至を含むE月から次の冬至を含む暦月の前まで13暦月であるため、閏月がこの間に存在することとなる。また閏月の候補となる中気を含まない暦月が複数存在する場合（F月・H月）は（1. の定義によって冬至を含む暦月（E月）を11月、春分を含む暦月（I月）を2月と定めてもなおその間に中気を含まない暦月が複数あるような場合）、冬至を含む暦月（E月）から数えていって最初の暦月すなわちF月が閏月となる。
以上によって、B月からH月まで順に8月・9月・10月・11月・閏11月・12月・正月となり、すべての暦月の問題が解決することになる（下記1851年〜1852年の中国（清）での問題の処理方法も先例として参考になる）。

### 案その2
1暦月に2つの中気を含むときは、冬至から遠い方の中気を前後の暦月にずらし、中気を2つ含む暦月がなくなるまで順次ずらして考えていくことが考えられる。これによっても上記の方法と同じ結論になる。

### 案その3
1暦月に2つの中気を含むときは、2つの中気のうち最初にくる中気を前の暦月にずらし、中気を2つ含む暦月がなくなるまで順次ずらして考えていくこと（その場合2033年には閏月がなく、2034年の旧暦は1月20日から始まり正月の後に閏月が置かれる）や、あるいは後ろの中気を後ろの暦月にずらし中気を2つ含む暦月がなくなるまで順次ずらして考えていくこと（その場合2033年には閏7月が置かれる）も考えられる。

### 案その4
このような問題が起こるそもそもの原因は定気法を採用した事にあるから、旧暦の計算に使用する二十四節気については以前の平気法に戻すという解決法も考えられる。
ちなみに、2033年 - 2034年の問題の期間について、二十四節気を平気法で配置した場合は、次のようになる。
| 便宜上の月名 | 朔日           | 中気を含む日   | 中気 | 月名   |
| ------------ | -------------- | -------------- | ---- | ------ |
| A月          | 2033年7月26日  | 2033年8月22日  | 処暑 | 7月    |
| B月          | 2033年8月25日  | 2033年9月21日  | 秋分 | 8月    |
| C月          | 2033年9月23日  | 2033年10月22日 | 霜降 | 9月    |
| D月          | 2033年10月23日 | 2033年11月21日 | 小雪 | 10月   |
| E月          | 2033年11月22日 | 2033年12月21日 | 冬至 | 11月   |
| F月          | 2033年12月22日 | なし           | なし | 閏11月 |
| G月          | 2034年1月20日  | 2034年1月21日  | 大寒 | 12月   |
| H月          | 2034年2月19日  | 2034年2月20日  | 雨水 | 正月   |
| I月          | 2034年3月20日  | 2034年3月23日  | 春分 | 2月    |
| J月          | 2034年4月19日  | 2034年4月22日  | 穀雨 | 3月    |

## 現状とこれから
国立天文台のwebサイトでもこの問題が取り上げられている。但し、既に廃止された暦のため、公的な機関が決定することはないとしている。
国立天文台の元天文台長や「暦計算室」員、国立民族学博物館名誉教授、カレンダー出版物の業界団体の長などを理事長・理事・学術顧問などに迎えている社団法人・日本カレンダー暦文化振興協会では、2014年（平成26年）4月以来この問題に関する学術シンポジウムを開催し、問題の所在についての啓蒙と周知、対策案についての検討などを行っている。また同協会は2015年（平成27年）8月28日にこの問題についての見解を発表し、その中で閏11月（F月）案を推奨した上で「置閏ルールについては検討を継続する」としている。2033年閏11月を推奨する理由としては、以下のようなものを挙げている。
- 伝統的な太陰太陽暦では冬至が重視されてきた。ゆえに冬至を尊重し、その当月に11月が配置されることが望ましい。
- 出版済み万年暦のほとんど全てが閏11月を採用しており、それらに訂正の必要がなく、社会的混乱を回避できる。
- 議論の俎上に上がった有力な置閏ルールが全て閏11月を支持しており、今ここで置閏ルールを決定せずとも推奨できる。

なお、2033年に閏11月を選択しただけでは置閏ルールを特定できないとしているが、2034年閏正月を採用しないのであれば2147年は閏11月となり、従って2242年も閏11月になると考えられる一方で、2033年閏7月を採用しないのであれば2223年は閏9月になるとしており、ルールを決めないことによる混乱は、さらに遠い将来まで起こらないとしている。
毎年の暦（官暦や民間暦）は前年に頒布されているため、不都合が起きるとされる年まで上記の方法も含め、コンピュータで旧暦を計算する各種のソフトウェアではいろいろな方法が採られている（外部リンク参照）。
『理科年表』には時節の話題などを扱うページが毎年各部に数ページ程度あるが、2014年（平成26年）版でこの問題を取り上げている。
科学的根拠のあるものではないが、旧暦の日付に基づいて決定される六曜は現代日本でポピュラーな吉凶を表す暦注の一つであり、結婚式や葬式などの儀式の日取りは六曜を元に決定することが多々あるため、冠婚葬祭業界では影響が大きく、仏教関係者向けの専門誌が「大混乱もあり得る」と警告したり、一部の仏教関係者が、「友引前日に行う飲み会や合コンの予定が組めない」と嘆いていたこともある。

### 2033年～2034年の旧暦の行事の日取りについて
この問題の影響を受ける2033年～2034年の旧暦の行事の日取りは、次のようなものがある。これらの旧暦日付に基づく日には、祭りや神事を行う神社もあるため、こうした行事の日付をどうするのか、2033年を前にして対応を迫られる。
- 2033年の十五夜（旧暦8月15日）
  - 暦文協の推奨案（閏11月案）の場合：新暦9月8日（閏正月案も同じ）
  - その他あり得る解釈：新暦10月7日（閏7月案）
  - 暦文協の推奨案の旧暦（閏11月案）では、冬至を含む旧暦月を11月とする（かつ月名を連続させる）ことを尊重した結果新暦9月8日となるが、平山規則では本来8月となるべき「秋分を含む旧暦月」（暦文協の推奨案の2033年の旧暦では9月となる）の15日は新暦10月7日となり、両者は一致しない。2024年9月の報道によれば、国立天文台の片山真人・暦計算室長は「両方ともに名月たる資格がある。2回祝ってもいいのでは」と話している[10]。
- 2033年の十三夜（旧暦9月13日）
  - 暦文協の推奨案（閏11月案）の場合：新暦10月5日（閏正月案も同じ）
  - その他あり得る解釈：新暦11月4日（閏7月案）
- 2033年の十日夜（旧暦10月10日）
  - 暦文協の推奨案（閏11月案）の場合：新暦11月1日（閏正月案も同じ）
  - その他あり得る解釈：新暦12月1日（閏7月案）
  - 十三夜・十日夜に関しては、もし平山規則を強硬に適用した場合、そのいずれかが消滅してしまう。
- 2034年の旧正月（旧暦1月1日）
  - 暦文協の推奨案（閏11月案）の場合：新暦2月19日（閏7月案も同じ）
  - その他あり得る解釈：新暦1月20日（閏正月案）
  - 中国の春節は時憲暦のルールにより新暦2月19日で確定し、日本の旧暦の暦文協推奨案もそれと一致する。日本の出版済みの万年暦の大半は閏11月案（暦文協推奨案）を採用し、少数ながら閏7月案で出版している万年暦もあった一方、出版された万年暦で閏正月案を採用している例はないため、日本の2034年の旧正月も新暦2月19日が有力と考えられる。

## 他国の状況
中国・台湾・韓国で使われている時憲暦も定気法を用いているが、このような問題が起こらない置閏法（上記 1'. および 2'.）を採用しており、こちらの方が合理的であり破綻は生じない。しかし、1811年（嘉慶16年）に、宮廷の祭祀の都合で、冬至を含む暦月を必ず11月、春分を含む暦月を必ず2月にするために置閏法が「修正」されたと考えられた。天保暦はその「修正」された時憲暦の置閏法を参考にして置閏法を定めたとされている。しかし、1851年（咸豊元年） - 1852年（咸豊2年）では冬至を含む暦月と春分を含む暦月の間に1暦月しかなかったため、冬至を含む暦月は11月であったが、春分を含む暦月が正月となった（1699年（康熙38年） - 1700年（康熙39年）にも同様のことがあった）。時憲暦では1851年（咸豊元年）の冬至から1852年（咸豊2年）の冬至までの間は12暦月しかないためこの間に閏月はなく、春分を含む暦月が正月となっても置閏法には一切影響しない。つまり、冬至から次の冬至までの間に13暦月ある場合に限り、1'. と2'. を適用するのである。その場合、清の欽天監（暦を管理する役人）によって1811年（嘉慶16年）から200年間にわたって置閏法が破綻しないことが確認されており、最近の研究では置閏法が「修正」されたのではなく、もとの置閏法でも冬至が11月、春分が2月になることを「再確認」しただけではないかと考えられている。
日本では時間帯の違い（1時間の時差）のため、この時には2つ中気を含む暦月や中気のない暦月が複数発生したものの、上記 1. および 2. の定義だけで作暦上の問題は起きなかった。なお、正確には1873年（明治6年）の太陽暦への改暦までは、現在の「東経135度（明石）における地方平均太陽時 = 現在の日本中央標準時」ではなく、京都における真太陽時を使用していたため中国との時差はさらに数分長くなるが、そのことを考慮してもこの違いは発生しうる。
2033年問題と同様の問題は、天保暦に似た置閏法を持つ他の太陰太陽暦でも起こりうる。ただし、それがいつ起こるかは、朔や中気がどの日に属するか、つまり、時間帯に依存するので、同一時期でも国によってこのような問題が発生する国としない国に分かれる可能性もある。日本と中国には1時間の時差があるので、日本において0時台に朔や中気の瞬間があれば、中国においては前日の23時台にこれらがあることになり、1日のずれを生ずる（太陰太陽暦における時差による暦日（まれには暦月）のずれは、このような問題の発生する時以外でも時々発生する）。上記1851年 - 1852年の中国と日本の違いは、このことによって現れた。しかし、2033年 - 2034年の問題に関連する時期には、日本時間0時台に朔や中気の瞬間が入ることはなく、両国とも朔や中気の日付は全く同一で問題を処理することとなる。
なお、中国においては現在の公式な暦は世界共通のグレゴリオ暦であるが、春節（日本で言う旧正月に相当）が公式の祝日であるため、それの決定のために旧暦（時憲暦）も公的なメンテナンスのもとにある。
インドの太陰太陽暦では、このような場合は月を飛ばす欠月（けつげつ）を認めている。たとえば、1982年は9番目の月の翌月が11番目の月であり、10番目に相当する月が飛ばされて欠月となった。